# Zorocrates karli
Zorocrates karli es una especie de araña del género Zorocrates, familia Zoropsidae. Fue descrita científicamente por Gertsch & Riechert en 1976.
Habita en México y los Estados Unidos.